# Victor Joannès
Victor Joannès, né le 1er août 1912 à Saint-Saturnin-lès-Apt (Vaucluse) et mort le 6 janvier 1972 à Gentilly, est un responsable communiste français.

## Biographie
Issu d'une famille ouvrière, il est très jeune orphelin de père et élevé par sa mère à Marseille. Elève brillant de la communale, il suit, après son succès au certificat d'études, les cours de l'école primaire supérieure Victor-Hugo, puis devient employé de commerce, puis entre en 1933 dans l'administration des douanes, comme commis.
Proche d'Etienne Fajon, il rejoint le parti communiste en 1933. Syndicaliste, il participe activement à la création du syndicat des commis des douanes de Marseille, l'année suivante. Secrétaire des jeunesses communistes pour le sud-Est, puis de la fédération des jeunesses communistes des Bouches-du-Rhône, il milite sous le pseudonyme de Victor Jean.
En 1935-36, il séjourne à Moscou pour suivre les cours de l'école léniniste internationale. Elu secrétaire national des jeunesses communistes en avril 1939, il s'installe à Paris en compagnie de son épouse, Gisèle, née Golda-Raka Nussbaum, elle aussi militante communiste.
Poursuivi par la police après la signature du Pacte germano-soviétique, il passe très vite dans la clandestinité. Pendant la guerre, il participe à la résistance, dans les départements du massif central, et, à la Libération, est très brièvement préfet intérimaire de la Loire sous son pseudonyme de Victor Delmont.
Secrétaire régional du PCF pour le Sud-Est à l'automne 1944, il retourne à Marseille. Membre du comité central du PCF à partir de 1945, il s'installe à Viroflay. Proche de Maurice Thorez, il est désigné comme responsable de l'école centrale du PCF, qui a pour fonction de former les cadres du parti.
Sa santé, fragile à partir de 1956, tout comme ses réticences devant l'influence de Jeannette Vermeersch dans la direction du parti, font qu'il ne lui est plus donné de responsabilité de premier plan.
Membre de la commission d'histoire du comité central, co-rédacteur de l'Histoire du parti communiste français publiée par le PCF en 1964, il participe à la fondation, en 1966, de l'Institut Maurice Thorez dont il devient le président. 
Il meurt brutalement à l'âge de 59 ans.